# Rivière des Galets
 (juillet 2014).
Si vous disposez d'ouvrages ou d'articles de référence ou si vous connaissez des sites web de qualité traitant du thème abordé ici, merci de compléter l'article en donnant les références utiles à sa vérifiabilité et en les liant à la section « Notes et références ».
Pour les articles homonymes, voir Rivière des Galets (homonymie).
La rivière des Galets est un fleuve côtier situé sur l'île de La Réunion, un département d'outre-mer et une région ultrapériphérique français de l'Union européenne dans le sud-ouest de l'océan Indien.

## Géographie

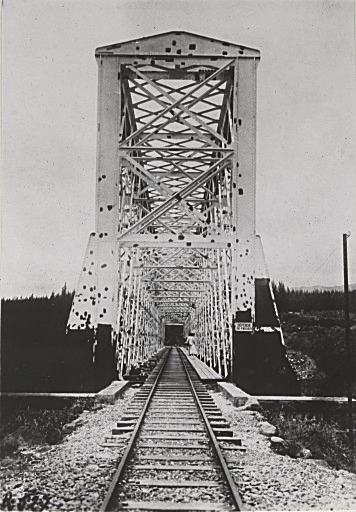
Le pont ferroviaire de cent mètres d'une seule travée au-dessus de la rivière des Galets à la fin du XIXe siècle.

De 35,3 km de longueur, La rivière des Galets prend sa source dans le cirque naturel de Mafate et délimite les territoires communaux du Port, de La Possession et de Saint-Paul.